# 霍安·马丁-阿拉尼斯
霍安·马丁-阿拉尼斯（1928年11月29日—2009年10月11日），烏格爾主教、安道尔大公，1971年—2003年在位。1993年，霍安·马丁-阿拉尼斯與法國總統（亦為安道尔大公）法蘭索瓦·密特朗共同簽署了安道爾憲法。